# Lilia Henry’ego

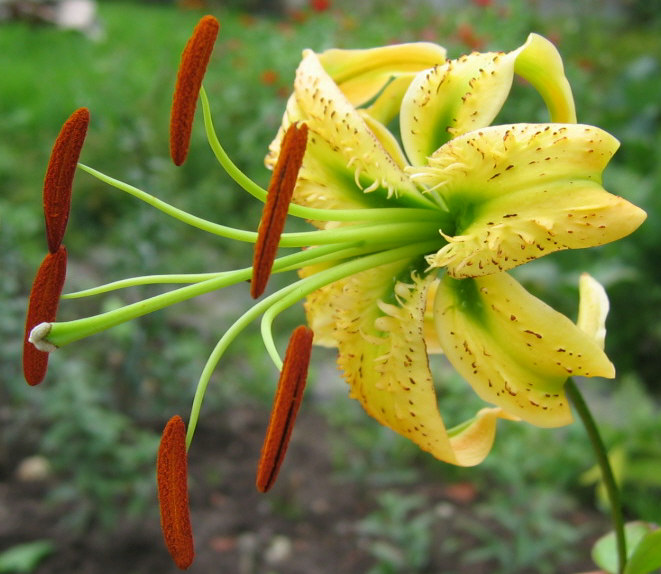
Podgatunek Lilium henryi var. citrinum

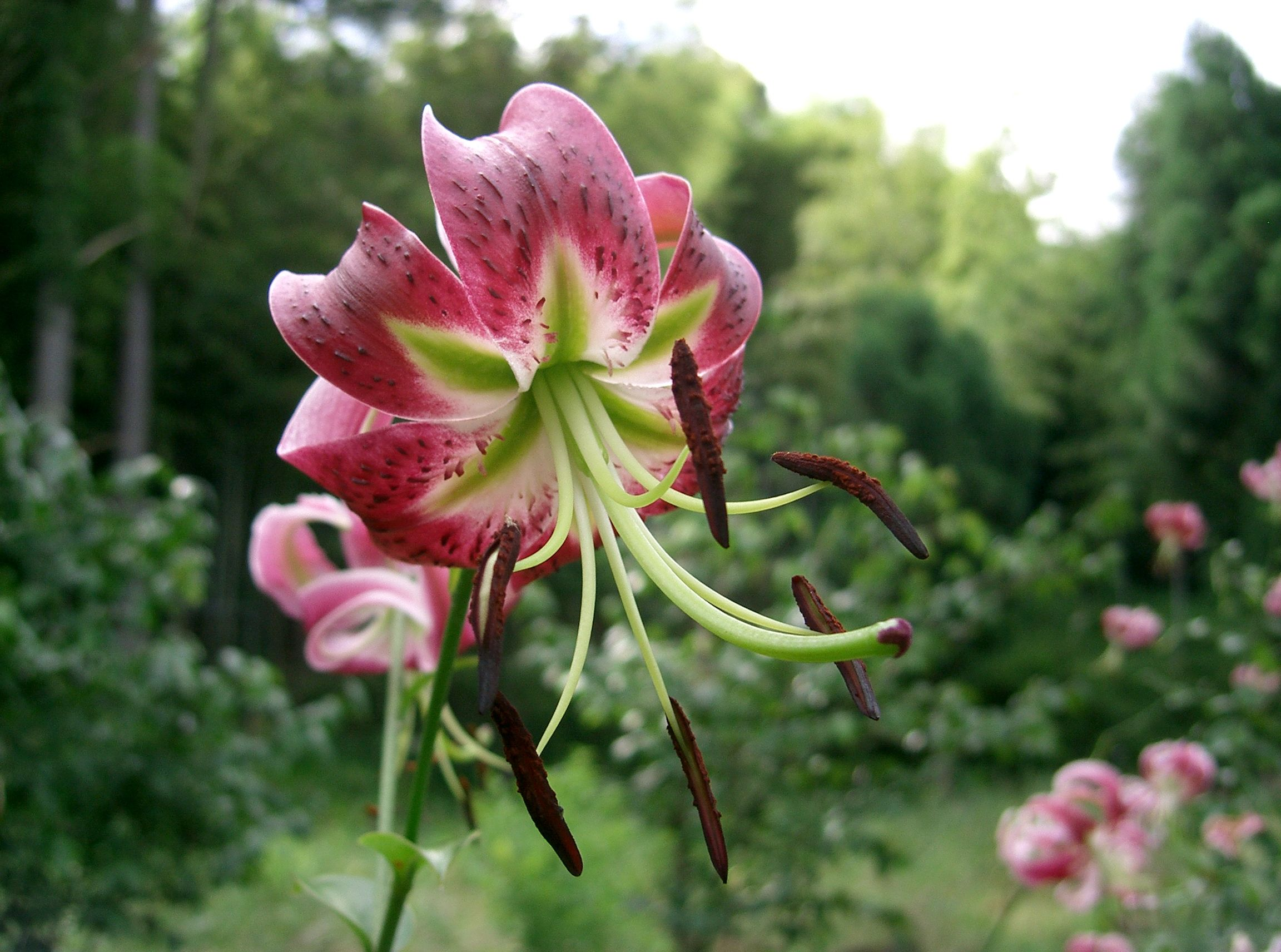
Lilia ‘Black Beauty’, mieszaniec L. henryi × L. speciosum

Lilia Henry’ego (Lilium henryi Baker) – gatunek byliny cebulowej z rodziny liliowatych. Występuje w południowo-środkowych Chinach, w prowincjach Kuejczou, Hubei i Jiangxi. Uprawiany jako roślina ozdobna. Nazwa gatunkowa upamiętnia jego odkrywcę, irlandzkiego botanika Augustine Henry (1857–1930).

## Morfologia
Organy podziemneCiemnopurpurowa cebula o średnicy do 7 cm. Na podziemnej części pędu wyrastają cebulki przybyszowe.
ŁodygaNaga, purpurowo nakrapiana, z cebulkami przybyszowymi w kątach niektórych liści, osiągająca do 100–200(300) cm.
LiścieDwupostaciowe: górne owalne o długości 2–4 cm i szerokości 1,5–2,5 cm, niższe podłużne, lancetowate o długości 7,5–15 cm i szerokości  2–2,7 cm. Grube, błyszczące, nagie lub z rzadka owłosione na nerwach od spodu.
KwiatyKwiatostanem jest grono, złożone z 2–20 zwieszonych, bezwonnych kwiatów, zebranych po dwa na każdej osi bocznej. Niezróżnicowany na kielich i koronę okwiat składa się z sześciu pomarańczowych, mocno wywiniętych na zewnątrz, lancetowatych, mierzących 5–8 cm na 1–2 cm listków z krótkim paznokciem. Przy nasadzie listków okwiatu zielone miodniki, którym towarzyszą rzadkie, ciemne plamki i długie brodawki. Pręciki 4,5–5 cm długie, z pomarańczowymi pylnikami o długości 1,2–1,7 cm; szyjka słupka długości ok. 5 cm, zalążnia ok. 1,5 cm.
OwocPodłużna torebka długości 4–4,5 cm i szerokości ok. 3,5 cm.

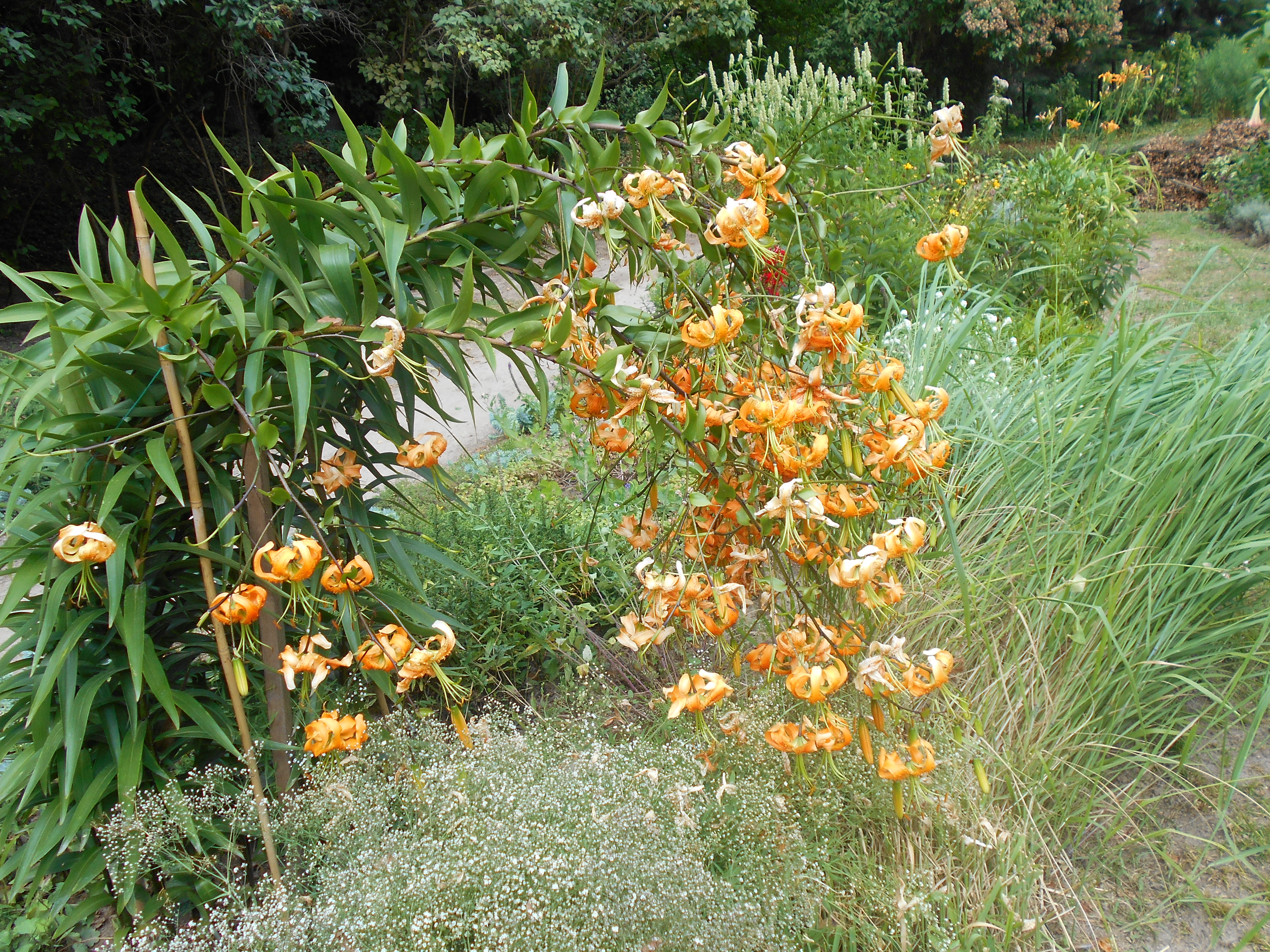
Pokrój
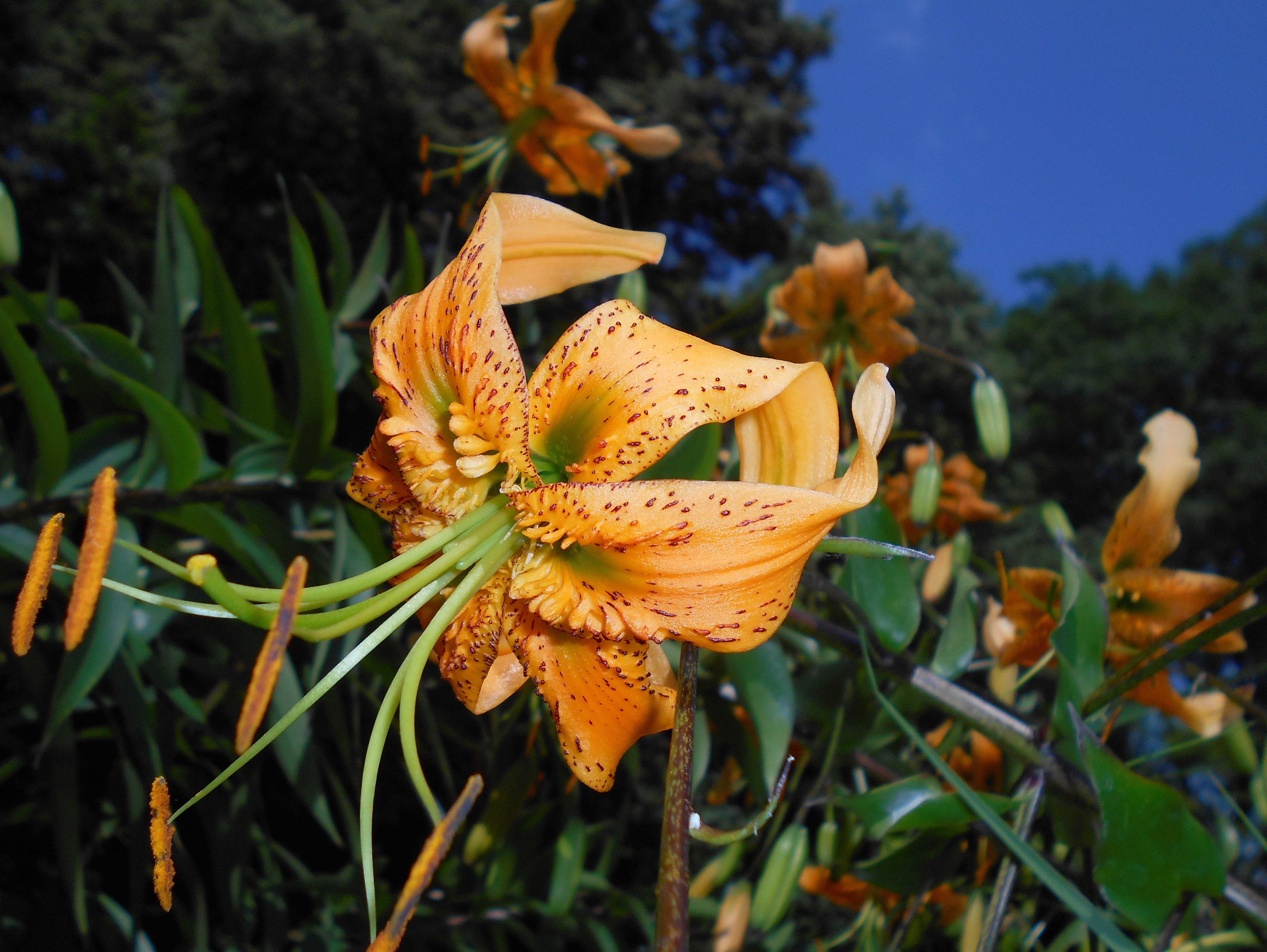
Kwiat
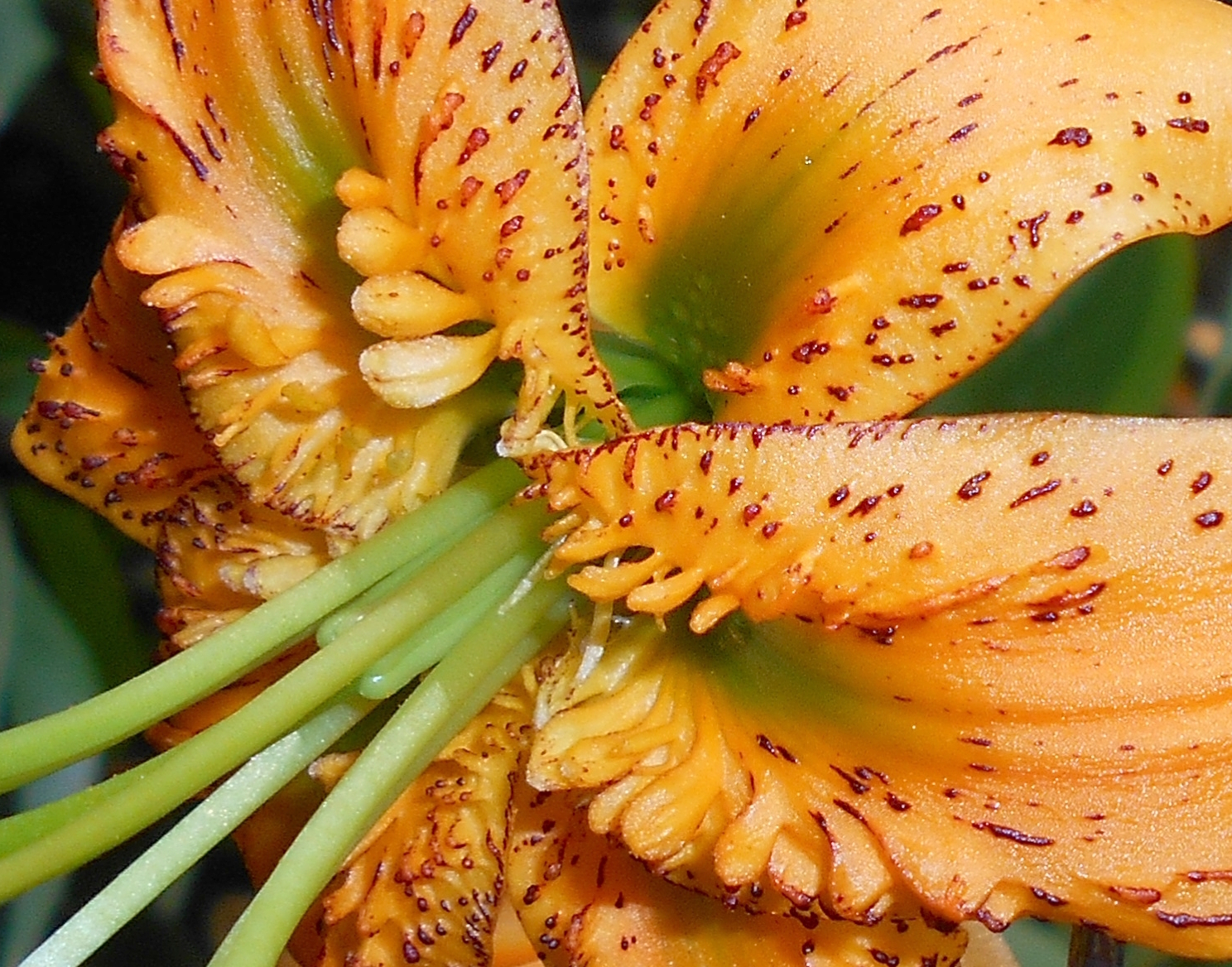
Brodawki wzdłuż miodników

## Biologia i ekologia
Bylina cebulowa, kwitnie w czerwcu i lipcu lub w sierpniu. Siedliskiem są stoki górskie na wysokości od 700 do 1100 m. n.p.m., porośnięte świetlistymi lasami, zaroślami lub ziołoroślami. Kwiaty są autosterylne – wymagają zapalenia krzyżowego. Nasiona kiełkują epigeicznie (nadziemnie) i wolno. Liczba chromosomów 2n = 24. 
Wyróżniany jest podgatunek Lilium henryi var. citrinum Wallace, o żółtozielonych kwiatach.

## Uprawa
Lilia Henry'ego jest uprawiana jako roślina ozdobna w ogrodach i parkach. W wyniku krzyżowania z innymi liliami powstało wiele mieszańców o zróżnicowanej barwie kwiatów.
Wymaga podłoża zasadowego i głębokiego sadzenia cebul. Jest stosunkowo łatwa w uprawie, dość odporna na choroby, choć mogą u niej występować mozaika wirusowa, zgnilizna cebul, szara pleśń oraz rdza lilii, wywołana przez Uromyces lilii. W przypadku chorób wirusowych może przetrwać wiele lat mimo bycia nosicielem. Mrozoodporność: strefa 5.
Można ją rozmnażać wegetatywnie, oddzielając powstające na podziemnym odcinku pędu cebulki przybyszowe, lub otrzymując nowe cebule z łusek oddzielonych od cebuli matecznej; a także generatywnie, przy czym nasiona wysiewać należy tuż po zbiorze, w przeciwnym razie czas kiełkowania może się wydłużyć nawet do roku.